# 李雲良
李雲良（1905年—1960年代）。江蘇省南通縣人。民國37年（1948年）在江蘇省第四選區當選第一屆立法委員。
弟 

## 生平[1][2][3][4]
- 復旦大學商學碩士
- 國營招商局總稽核、漢口局長[5]
- 浙江省紹興縣縣長
- 財政部專門委員
- 民國26年9月24日（1937），任浙江省政府財政廳科長[6]，民國27年12月26日（1938），免浙江省政府財政廳科長[7]
- 民國29年2月21日（1940），任廣東省政府財政廳科長[8]，民國35年8月30日（1946），免廣東省政府財政廳科長[9][10]
- 國立交通大學敎授
- 上海市輪船商業同業公會理事兼秘書長
- 大達大通輪船航業公司經理
- 天利航業保險公司總經理
- 會計師，上海市會計師公會會員（民國廿一年十月入會）[11]
- 民國37年，當選立法委員，曾出席第一屆立法院第一會期？？。
- 1950年由香港返大陸，任中央人民政府交通部參事，後以反革命罪名扣留判刑[12]
- 1960年代死於勞改農場[13]